# 羅賓漢 (公司)
羅賓漢市場股份公司（Robinhood Markets, Inc.）是美國的一家金融服務企業，總部位於加州门洛帕克。該公司以提供主要面向散戶的股票app及網站著稱。羅賓漢在網上提供的服務完全免費。2022年3月時，羅賓漢有2280萬用戶和1590萬月活躍用戶。截至 2022 年 4 月，Robinhood 拥有 2,280万个账户和 1,590 万名月活跃用户。2022 年 4 月，Robinhood 向 200 多万用户推出了加密货币钱包和交易服务。

## 历史
2018 年 1 月 25 日，Robinhood 宣布推出免佣金加密货币交易服务，初期允许用户优先登记进入等待名单，等待名单开放第一天，已经有超过 125 万名用户登记。
2018 年 2 月，Robinhood 正式开始向加利福尼亚、马萨诸塞州、密苏里州和蒙大拿州的用户，提供比特币和以太币的交易服务。
2020年5月，Robinhood以83亿美元的前期估值获得由红杉资本领投的2.8亿美元风险投资，8月17日宣布获得新投资者D1 Capital Partners的2亿美元G轮融资。
2020年7月13日，F+轮融资，Robinhood 获得 Institutional Venture Partners 和 TSG Consumer Partners领投，Sutton Capital跟投的3.2亿美金投资。。
2020年8月17日，G轮融资，Robinhood 获得来自D1 Capital Partners独家投资的2亿美元资金。
2020年9月22日，G+轮融资，Robinhood 获得来自紅杉資本、Andreessen Horowitz、DST Global、Ribbit Capital、9Yards Capital等6家机构的4.6亿美金投资，估值提升到117亿美元。
2021年1月22日，H轮融资，Robinhood 获得来自紅杉資本和Ribbit Capital共同投资的10亿美金资金。
2021年2月1日，Robinhood 通过可转换债券获得Ribbit Capital领投，New Enterprise Associates、紅杉資本、Andreessen Horowitz、Index Ventures等跟投的24亿美金投资。
2021 年 4 月 9 日，Robinhood 公布在 2021 年第一季度有 950 万用户用 Robinhood 交易加密货币，用户数量比 2020 年第四季度的 170 万人以倍数大幅增长。Robinhood 已将支持的加密货币币种增加到 7 种：比特币、比特币现金、比特币 SV、狗狗币、以太坊、以太经典和莱特币。 
2021年7月1日，Robinhood Markets周四向美国证券交易委员会提交了高达 1 亿美元的申请（占位符，我们估计可能筹集高达 20 亿美元的资金）。 Robinhood Markets计划在纳斯达克上市，股票代码为 HOOD。 Robinhood Markets 于 2021 年 3 月 22 日保密提交。Goldman Sachs, J.P. Morgan, Barclays, Citi, and Wells Fargo Securities是该交易的联合账簿管理人。 
2022 年 4 月 12 日，Robinhood 宣布向等待名单上的 200 万名用户推出加密货币钱包功能，并将支持柴犬币 (SHIB)、Solana (SOL)、Compound (COMP)、ChainLink (LINK) 和 Polygon (MATIC) 交易。
2022 年 5 月 13 日，美国证券交易委员会文件显示，加密货币交易所 FTX 创始人 Sam Bankman-Fried，已经买入并持有 Robinhood 7.6% 的股份，但声明没有就收购 Robinhood 进行谈判。

## 外部連結
- 官方网站
- Vladimir Tenev interview with Jason Calacanis at the LAUNCH Festival （页面存档备份，存于）
- 羅賓漢 (公司) at CrunchBase